# San Lorenzo Bellizzi
San Lorenzo Bellizzi község (comune) Olaszország Calabria régiójában, Cosenza megyében.

## Fekvése
A megye északi részén fekszik. Határai: Castrovillari, Cerchiara di Calabria, Civita és Terranova di Pollino.

## Története
A 17. század végén alapította III. Fabrizio Pignatelli, Cerchiara márkija.

## Népessége
A népesség számának alakulása:

## Főbb látnivalói
- San Lorenzo Martire-templom
- Sant’Anna-templom
- Santissimo Crocifisso-templom
- Madonna del Carmine-kápolna